# Eupithecia plenoscripta
Eupithecia plenoscripta là một loài bướm đêm trong họ Geometridae.